# Ричард Шрок
Ричард Шрок (на английски: Richard Royce Schrock) е американски химик и Нобелов лауреат признат за приноса си в развитието на метода на метатезата в органичния синтез (2005 г.).

## Биография
Ричард Шрок е роден на 4 януари1945 година в Берн, Индиана, САЩ. Учи в гимназия Mission Bay в Сан Диего, Калифорния. Той притежава бакалавърска степен (1967) от Калифорнийски университет, Ривърсайд и докторска степен (1971) от Харвардски университет. През 1971 – 72 г. той провежда пост-докторски изследвания в Университета в Кеймбридж с лорд Джак Люис. През 1972 г. е нает от DuPont, където работи на гара „Експериментал“ в Уилмингтън (Делауеър) в групата на Джордж Пършал. Присъединява се към Масачузетския технологичен институт през 1975 г. и става професор през 1980 г.
Ричард Шрок е член на Американската академия за изкуства и науки, Националната академия на науките и е избран за член на Съвета на надзорниците на Харвардския университет през 2007 г. Съосновател и член на борда на директорите на базирана в Швейцария компания, която се фокусира върху развитието и прилагането на собственически метатезен катализатор.
Той се жени за Нанси Карлсон през 1971 г. и има 2 деца, Андрю и Ерик. Семейството му живее в Уинчестър, Масачузетс.

## Нобелова награда
През 2005 г. Шрок получава Нобелова награда за химия, заедно с Робърт Гръбс и Ивес Чаувин, за работата им в областта на олефиновата метатеза – техника за органичен синтез. Ричард Шрок е първият, който дава пояснение относно структурата и механизма на т. нар. „черна кутия“ – катализатори на олефиновата метатеза.